# Association sportive entreprise d'Alger Centre
Maillots
L'Association Sportive Emir Abdelkader d'Alger Centre (en arabe : الجمعية الرياضية الأمير عبد القادر للجزائر الوسطى) est un club de football algérien féminin basé à Alger. Il évolue en première division du championnat d'Algérie depuis sa fondation en 1992 par Djamel Kashi.
L’ASE Alger Centre est le club de football féminin le plus titré du pays en ayant remporté 11 fois le championnat d’Algérie et 11 fois la coupe d’Algérie. 
Depuis 2022 la capitaine est Nesrine Bara. Elle succède à l’attaquante emblématique du club, Djamila Marek.

## Palmarès
| Compétitions nationales | Compétitions internationales                                             | Compétitions de jeunes |
| --- | ------------------------------------------------------------------------ | --- |
| - Championnat d'Algérie féminin (8) : - Champion : 1999-00, 2002-03, 2003-04, 2004-05, 2005-06, 2006-07, 2007-08 et 2008-09. - Coupe d'Algérie féminine (10) : - Vainqueur : 1999-00, 2000-01, 2001-02, 2002-03, 2003-04, 2004-05, 2005-06, 2006-07, 2007-08 et 2008-09. - Finaliste : 2009-10. - Coupe de la Ligue féminine (1) : - Vainqueur : 2016-17. | - Championnat de l'UNAF (1) : - Champion : 2008. - Vice-champion : 2007. | - Coupe d'Algérie féminine -20 ans (2) : - Vainqueur : 2010-11 et 2012-13. - Coupe d'Algérie féminine -17 ans (4) : - Vainqueur : 2010-11, 2012-13, 2013-14 et 2017-18. - Finaliste : 2014-15. |